# Хіромантія

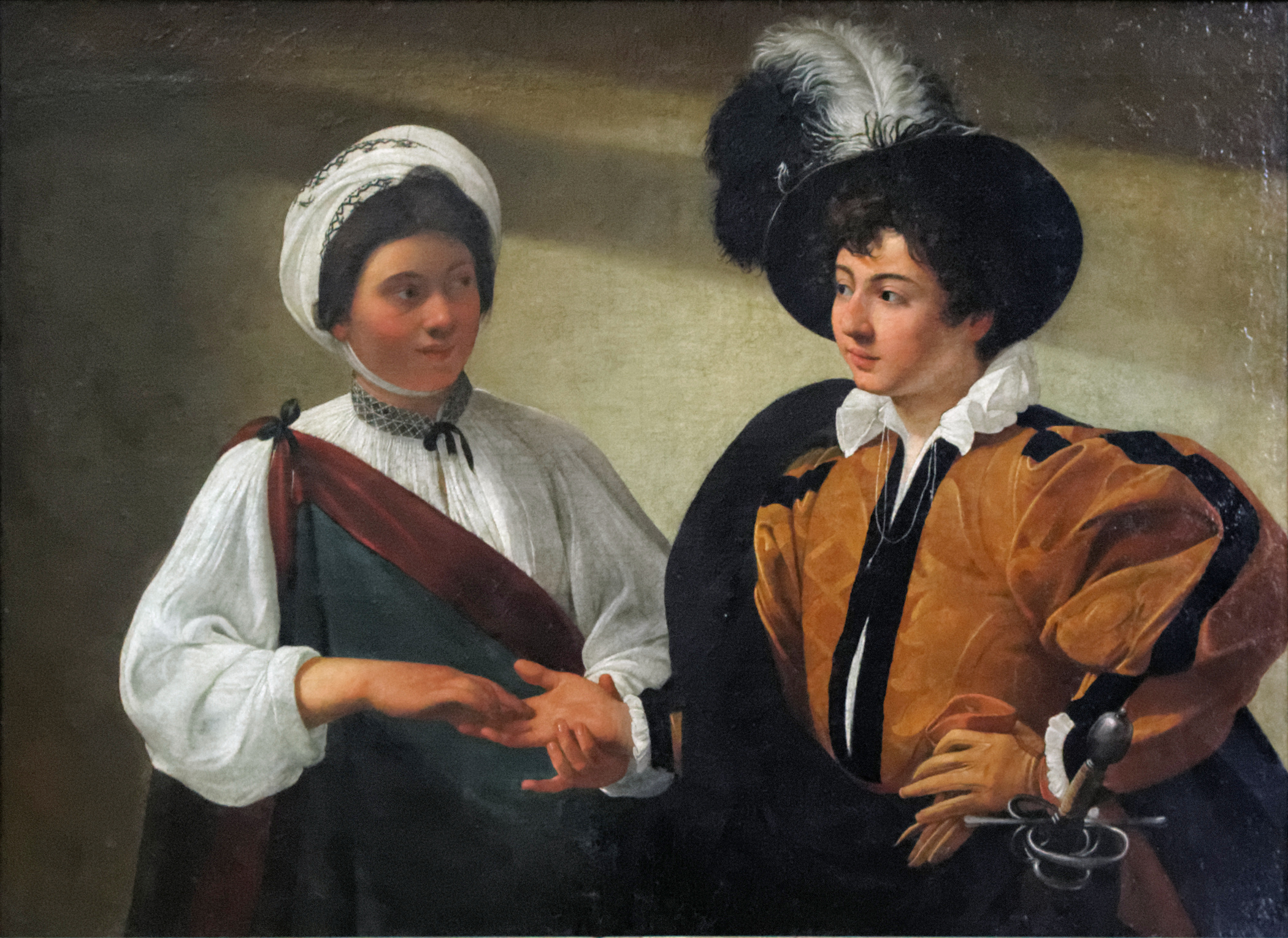
«Ворожка», Караваджо (1594—95, Лувр), що зображує ворожіння по долоні

Хіромантія (від дав.-гр. χείρ — «рука» і μαντεία — «ворожіння», «пророцтво») — псевдонаукова практика ворожіння через читання долоні. Також відома як руковорожба або пальместрія, ця практика поширена в усьому світі, з численними культурними варіаціями. Тих, хто практикує пальместрію, зазвичай називають хіромантами або читачами долонь.
Існує багато — і часто суперечливих — інтерпретацій різних ліній і особливостей долоні в різних вченнях хіромантії. Пальместрію часто вважають псевдонаукою через суперечності між різними тлумаченнями та відсутність доказів для передбачень, які вона робить.

## Історія
Хіромантія — практика, спільна для багатьох різних місць на євразійському континенті. Вона практикувалася в культурах Шумеру, Вавилонії, Аравії, Ханаану, Персії, Індії, Непалу, Тибету та Китаю.
В ренесансній магії хіромантія була класифікована як одне з семи «заборонених мистецтв» (лат. artes prohibitae), поряд з негромантією, геомантією, аеромантією, піромантією, гідромантією та скопулімантією. У XVI столітті мистецтво хіромантії активно придушувалося католицькою церквою. Папи Павло IV і Сікст V видали папські укази, спрямовані проти різних форм ворожіння, в тому числі й пальместрії.

### Сучасність

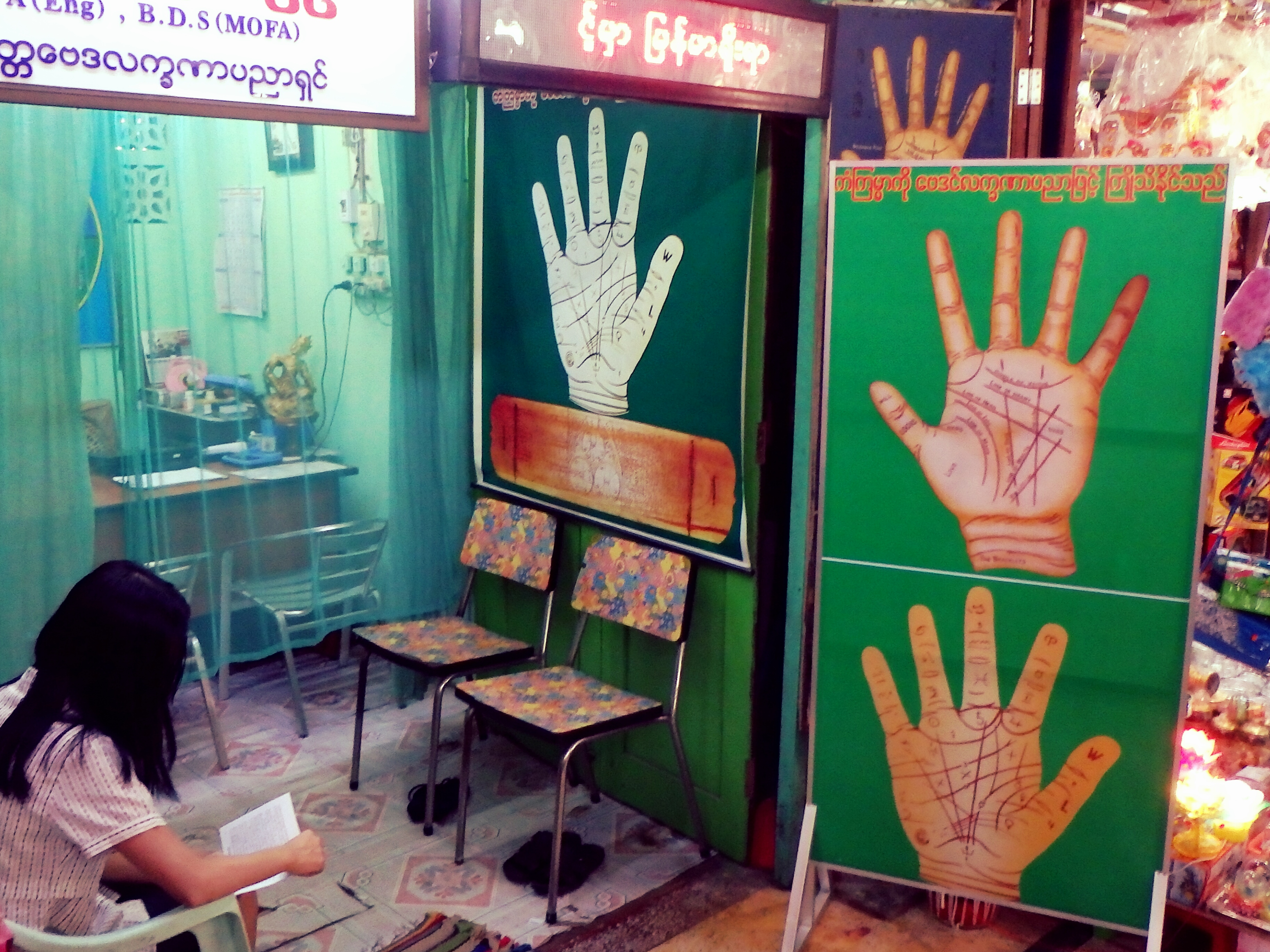
Сучасна крамниця з ворожіння по долоні в Янгоні, М'янма

Хіромантія зазнала відродження в сучасну епоху, починаючи з публікації капітана Казимира Станісласа Д'Арпентіньї «La Chirognomie» в 1839 р.. Товариство хіромантів Великобританії було засноване Кетрін Сент-Хілл в Лондоні в 1889 р. із заявленою метою просувати й систематизувати мистецтво пальместрії та запобігати зловживанню цим мистецтвом з боку шарлатанів.
Едвард Герон-Аллен, англійський полімат, опублікував різні роботи, включаючи книгу 1883 року «Пальместрія: посібник з хірософії», що видається донині. Були спроби сформулювати якусь наукову основу для цього мистецтва, зокрема, у 1900 році Вільям Герні Бенхем опублікував «Закони наукового читання по руці».

## Хіромантія і дерматогліфіка
Дерматогліфіка та хіромантія вивчають різноманітні особливості людської долоні, такі як відбитки пальців, складки та вигини, але їхні цілі суттєво відрізняються. Дерматогліфіка — галузь науки, що вивчає ці патерни з генетичних та медичних цілей, тоді як хіромантія інтерпретує їх, щоб розкрити риси особистості та передбачити майбутні події у житті людини. Перша спирається на емпіричні дані, тоді як друга базується на тексті XII століття «Samudrika Shastra». Необхідні додаткові дослідження, щоб вивчити будь-які потенційні зв'язки між цими двома концепціями.

### Artes prohibitae
- Чорна магія
- Геомантія(інші мови)
- Гідромантія(інші мови)
- Аеромантія(інші мови)
- Піромантія(інші мови)
- Ворожіння на кістках(інші мови)